# Championnat d'Inde de football 1996-1997
Navigation
Saison suivante
La saison 1996-1997 du Championnat d'Inde de football est la toute première édition du championnat national de première division indienne. Les douze meilleurs clubs du pays prennent part au championnat organisé par la fédération. Les équipes sont réparties en deux poules, où elles rencontrent leurs adversaires une seule fois. À l'issue de cette première phase, les quatre premiers de chaque groupe se retrouvent au sein de la poule pour le titre tandis que les deux derniers sont relégués. En fin de championnat, deux clubs sont promus en National Football League afin de faire passer le championnat à 10 équipes.
C'est le club du JCT Mills qui remporte la compétition après avoir terminé en tête du classement de la poule finale, avec un seul point d'avance sur Churchill Brothers SC et cinq sur East Bengal Club. C'est donc le premier titre de champion d'Inde de l'histoire du club.

## Les clubs participants
| - JCT Mills - East Bengal Club - Salgaocar SC - Indian Bank FC - Mohammedan SC - Indian Telephone Industries SC | - Dempo SC - Air India Club - Churchill Brothers SC - Mahindra United - Mohun Bagan - Kerala Police FC |

## Compétition
Les différents classements sont basés sur le barème de points classique (victoire à 3 points, match nul à 1, défaite à 0).

### Première phase

#### Groupe A
| Rang | Équipe                         | Pts | J | G | N | P | Bp | Bc | Diff |
| ---- | ------------------------------ | --- | - | - | - | - | -- | -- | ---- |
| 1    | JCT Mills                      | 11  | 5 | 3 | 2 | 0 | 9  | 3  | +6   |
| 2    | East Bengal Club C             | 11  | 5 | 3 | 2 | 0 | 6  | 2  | +4   |
| 3    | Salgaocar SC                   | 9   | 5 | 2 | 3 | 0 | 2  | 0  | +2   |
| 4    | Indian Bank FC                 | 6   | 5 | 2 | 0 | 3 | 3  | 5  | -2   |
| 5    | Mohammedan SC                  | 3   | 5 | 1 | 0 | 4 | 3  | 6  | -3   |
| 6    | Indian Telephone Industries SC | 1   | 5 | 0 | 1 | 4 | 3  | 10 | -7   |

|  | Qualification pour la poule pour le titre |
|  | Relégation directe en deuxième division   |
|  | C : Vainqueur de la Coupe d'Inde          |

#### Groupe B
| Rang | Équipe                | Pts | J | G | N | P | Bp | Bc | Diff |
| ---- | --------------------- | --- | - | - | - | - | -- | -- | ---- |
| 1    | Dempo SC              | 12  | 5 | 4 | 0 | 1 | 7  | 1  | +6   |
| 2    | Air India Club        | 10  | 5 | 3 | 1 | 1 | 7  | 6  | +1   |
| 3    | Churchill Brothers SC | 7   | 5 | 2 | 1 | 2 | 7  | 6  | +1   |
| 4    | Mahindra United       | 7   | 5 | 2 | 1 | 2 | 6  | 7  | -1   |
| 5    | Mohun Bagan           | 6   | 5 | 1 | 3 | 1 | 6  | 5  | +1   |
| 6    | Kerala Police FC      | 0   | 5 | 0 | 0 | 5 | 3  | 11 | -8   |

|  | Qualification pour la poule pour le titre |
|  | Relégation directe en deuxième division   |

### Poule pour le titre
| Rang | Équipe                | Pts | J  | G | N | P  | Bp | Bc | Diff |
| ---- | --------------------- | --- | -- | - | - | -- | -- | -- | ---- |
| 1    | JCT Mills             | 30  | 14 | 9 | 3 | 2  | 26 | 8  | +18  |
| 2    | Churchill Brothers SC | 29  | 14 | 8 | 5 | 1  | 20 | 10 | +10  |
| 3    | East Bengal Club C    | 25  | 14 | 7 | 4 | 3  | 19 | 11 | +8   |
| 4    | Dempo SC              | 18  | 14 | 4 | 6 | 4  | 19 | 17 | +2   |
| 5    | Indian Bank FC        | 15  | 14 | 3 | 6 | 5  | 14 | 18 | -4   |
| 6    | Air India Club        | 15  | 14 | 3 | 6 | 5  | 11 | 16 | -5   |
| 7    | Salgaocar SC          | 13  | 14 | 3 | 4 | 7  | 8  | 13 | -5   |
| 8    | Mahindra United       | 3   | 14 | 1 | 0 | 13 | 10 | 34 | -24  |

|  | Champion d'Inde 1996-1997                                                           |
|  | Qualification pour la Coupe des clubs champions 1997-1998                           |
|  | Qualification pour la Coupe des Coupes 1997-1998                                    |
|  | T : Tenant du titre C : Vainqueur de la Coupe d'Inde P : Promu de deuxième division |

## Bilan de la saison
| Championnat d'Inde de football 1996-1997                        |                                |
| Champion                                                        | JCT Mills (1er titre)          |
| Coupes et trophées                                              |                                |
| Vainqueur de la Coupe d'Inde 1996-1997                          | East Bengal Club               |
| Qualifications continentales                                    |                                |
| Coupe des clubs champions 1997-1998                             | Churchill Brothers SC          |
| Coupe des Coupes 1997-1998                                      | East Bengal Club               |
| Promotions et relégations                                       |                                |
| Promus en Championnat d'Inde de football                        | FC Kochin                      |
| Relégués en Championnat d'Inde de football de deuxième division | Mohammedan SC                  |
| Relégués en Championnat d'Inde de football de deuxième division | Indian Telephone Industries SC |
| Relégués en Championnat d'Inde de football de deuxième division | Mohun Bagan (repêché)          |
| Relégués en Championnat d'Inde de football de deuxième division | Kerala Police FC               |